# Izydor Goldberger
Izydor Goldberger (ur. 10 lutego 1894 w Krakowie, zm. 1943 w KL Plaszow) – żydowski architekt.

## Życiorys
Syn Wolfa i Gintel Brucha z d. Vogelfrei. Był absolwentem Wydziału Mechaniki w Krakowskiej Szkole Przemysłowej (1908-1914), uzyskując uprawnienia budowniczego w 1923 roku. W czasie okupacji niemieckiej trafił do krakowskiego getta, zginął w 1943 w obozie pracy w Płaszowie.

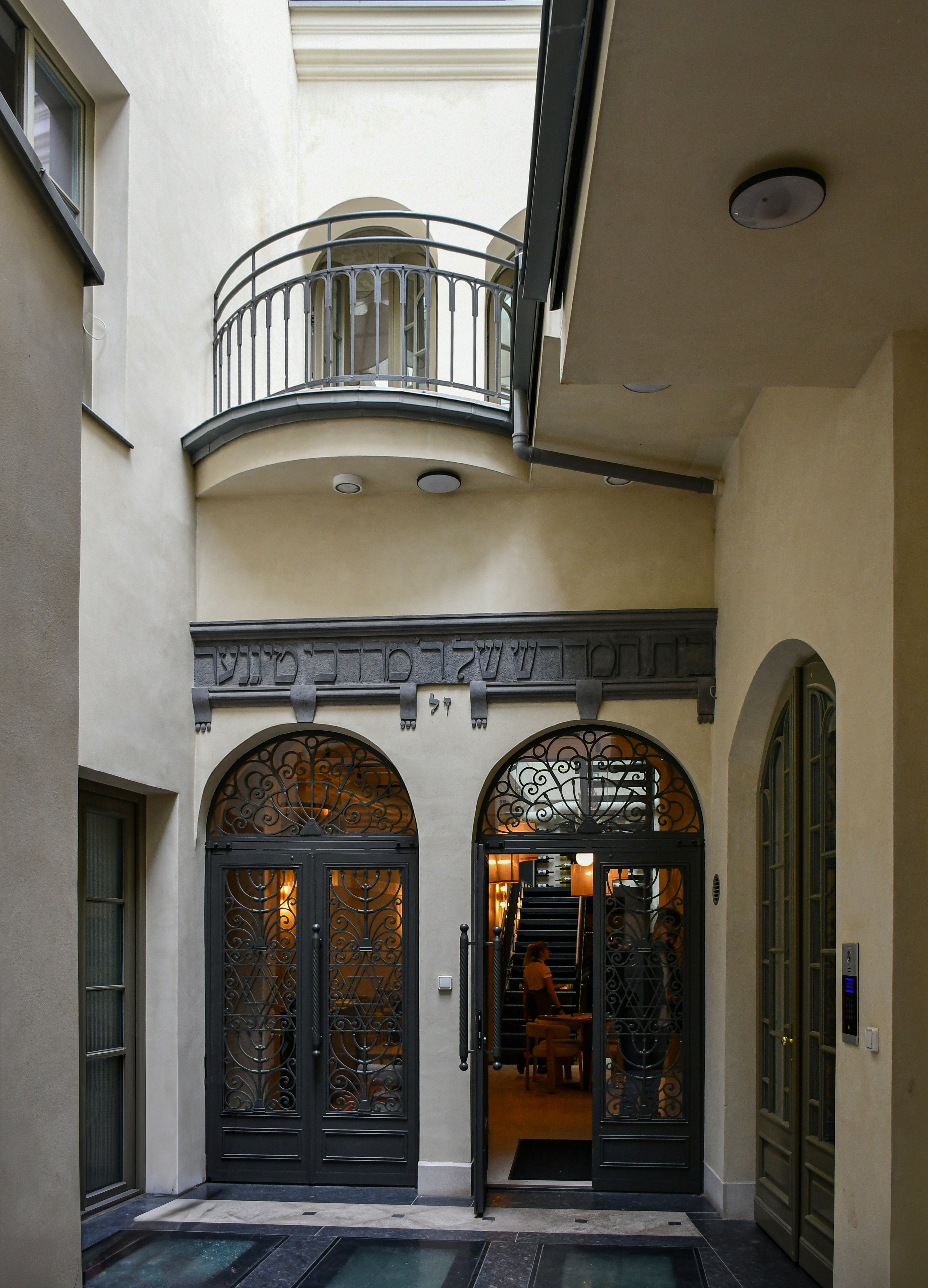
Synagoga Tignera w Krakowie po remoncie, wbudowana w zespół apartamentowca

## Projekty
W gminnej ewidencji zabytków:
- kamienica ul. Oskara Kolberga 17 / Żuławskiego (1936)
- kamienica ul. Konarskiego 42 (1933)
- kamienica ul. Konarskiego 44 (1933–1934)
- kamienica ul. Tadeusza Kościuszki 58 (1935–1937)
- willa Lewalskich z ogrodem ul. Krupnicza 42 (1923–1925) ( z Ludwikiem Wojtyczko)
- kamienica ul. Kujawska 10 (1929)
- kamienice ul. Mazowiecka 26a i 26 b (1936)
- kamienica ul. Pawlikowskiego 6 (1938)
- kamienica ul. Rzeźnicza 3 (1936)
- kamienice ul. Karola Szymanowskiego 7 i 8 (1937)
- kamienica ul. Urzędnicza 37 (1937) (z Zygmuntem Prokeszem)
- kamienica ul Wawrzyńca 33 (1930)
- nadbudowa kamienicy ul. Wrzesińska 3 (1938)
- kamienica ul. Borelowskiego / Marcina Lelewela 4 (1932–1933) ( z Feninger Leonem)
- kamienica ul. Fryderyka Chopina 12 (1937)
- kamienica z przedogródkiem ul. Emaus 14 / Gryfity Jaxy 8 (1934)
- dom ul. Józefa Friedleina 17 (1936)
- kamienica z bożnicą w oficynach tzw. Dom Modlitwy Figuera ul. Grodzka 28-30(1932)
- kamienice ul. Gryfity 4, 6, 2 (1934)